# دهستان سیاهرود (جویبار)
دهستان سیاهرود (جویبار) نام دهستانی در بخش مرکزی شهرستان جویبار، استان مازندران در ایران است. براساس سرشماری مرکز آمار ایران در سال ۱۳۸۵، جمعیت آن ۱۳۹۲۰ نفر (۳۶۹۵ خانوار) بوده‌است.